# Flashpoint (história em quadrinhos)
Flashpoint ou Ponto de Ignição, é um arco de história crossover de histórias em quadrinhos(pt-BR) ou banda desenhada(pt-PT?) da editora norte-americana DC Comics, escrito por Geoff Johns e desenhado por Andy Kubert. 
Publicado em cinco números entre maio e agosto de 2011, o enredo foca em uma realidade alternativa, tendo por protagonista o Flash Barry Allen, que retornou no arco Crise Final.
Em seu final, a série muda radicalmente o universo DC, levando para o relançamento da editora em 2011, Os Novos 52.

## Sinopse
Barry Allen acorda em seu escritório e descobre que as coisas estão diferentes: ele se vê sem seus poderes, descobre que sua mãe ainda está viva, e que o mundo está em guerra. Desnorteado, vai em busca da Liga da Justiça, mas fica surpreso ao descobrir que eles não existem. Ao se perceber numa realidade paralela ele consegue descobrir que Batman ainda existe e, então, parte em busca do amigo, tentando conseguir ajuda, mas para sua surpresa ele não é Bruce Wayne. Barry também descobre que o Professor "Zoom", vulgo "Flash Reverso", estava envolvido em tudo e inicia-se assim a cruzada de Barry para tentar retornar ao seu mundo ou, pelo menos, salvar este.

## Personagens principais
Barry Allen/Flash: No mundo de Flashpoint, sua mãe nunca morreu. Por consequência, seu caminho mudou a ponto dele nunca ter sofrido o acidente que o transformou no Flash. Ele é um dos poucos que se recorda da linha temporal original.
Flash Reverso: Eobard "Zoom" Thawne mantém seus poderes e se tornou um paradoxo vivo não dependendo mais do Flash e por isso podendo matá-lo.
Batman: O Batman de Flashpoint é Thomas Wayne, as alterações no tempo fizeram com que quem morresse no Beco do Crime fosse Bruce Wayne, como consequência Thomas se tornou um Batman obcecado por vingança. Ele só aceita ajudar Barry ao saber que se ele tivesse sucesso ele poderia morrer no lugar de seu filho. Sua esposa, Martha Wayne, enlouqueceu com o luto de perder o filho e se tornou a Coringa desta realidade.
Cyborg: É o maior herói da América e o único em quem as pessoas confiam devido a guerra que acontece.
Cobaia Um: A nave de Kal-El, ao invés de ter pousado em Smallville, caiu no centro de Metrópolis, onde acabou matando 35 mil pessoas. Kal foi levado para a Área 51, onde vive. Devido ao fato de viver tanto tempo no subsolo, Kal é um rapaz subnutrido que nunca teve contato com a humanidade ou com seus poderes, consequentemente não sabe controlá-los ao ser liberto por Flash e Cyborg.
Rainha Diana: Em Flashpoint, Diana e as amazonas iniciaram uma guerra e dominaram o Reino Unido, atualmente batalham contra Atlântis. No passado, Atlântida e Temiscira tentaram um tratado de paz, até que Orin (Aquaman) se relacionou com Diana mesmo sendo casado com Mera, Mera tentou matar Diana, que em defesa própria, matou Mera. Orin então declarou guerra à Temiscira pelo ocorrido.
Steve Trevor: Marido da Mulher-Maravilha que vai a Themyscira e é morto por sua esposa por conta que ele está acompanhada de Lois Lane, membro-chave da Resistência Britânica à ocupação das Amazonas, e que revela a rainha amazona que é uma grande amiga. A rainha o mata com o laço mágico e subliminarmente se entende como se fosse um homicidio passional por causa de ciúmes de Steve Trevor e Lois Lane.
Rei Orin: Orin, ou Aquaman, o rei dos oceanos, lidera seu povo numa guerra contra as amazonas depois de Diana ter matado Mera. Este incidente fez com que Orin destruísse metade do continente europeu, submergindo-o no oceano.
Hal Jordan: Hal Jordan nunca se tornou o Lanterna Verde, já que Abin Sur foi resgatado por Cyborg antes de morrer. Hal trabalha como piloto na Ferris Aeronáutica e recebe a tarefa de bombardear o Reino Unido com uma bomba nuclear, mas é morto pelas amazonas.
Capitão Trovão: O poder do Shazam não é somente concentrado em Billy Batson, e sim em seis crianças separadas que formam o SHAZAM ao se juntarem. Ao descobrir que o poder reside nas crianças separadas, Diana assassina todas sem piedade.

## História
Barry Allen acorda em um mundo bem diferente daquele que conhece e acaba descobrindo que a Liga da Justiça nunca existiu, seus companheiros de Liga Aquaman e Mulher Maravilha estão por alguma razão em guerra, ele nunca foi o Flash, e sua falecida mãe, Nora Allen, ainda está viva. Barry parte em uma jornada para descobrir o que está acontecendo, e conhece um Batman completamente diferente daquele que tinha conhecido, pois na realidade é Thomas Wayne (pai de Bruce Wayne ... o Batman que Barry conheceu), que viveu no lugar de seu filho Bruce, que morreu ainda na infância pelo disparo da arma do criminoso Joe Chill. Depois de convencer Thomas sobre a realidade original, ele o ajuda a recuperar seus poderes de velocista. Na primeira tentativa não dá certo, com Barry obtendo queimaduras de terceiro grau no processo, mas na segunda ele consegue.
Durante a história são mostradas outras formas de diversos personagens:
Agora o alter ego do Shazam não é apenas um garoto, mas seis crianças, cada uma com um dos poderes dos deuses que formam a palavra SHAZAM.
Shade e Magia participam de um grupo chamado os Sete Secretos.
Um kriptoniano é mantido em uma instalação militar do governo para pesquisas não tendo nunca visto a luz do sol desde que foi capturado quando o foguete que o levou à Terra caiu em Metrópolis matando 35.000 pessoas.
Cyborg quer reunir um grupo de super-heróis para ir para o campo de batalha parar a guerra, mas eles só aceitam ir caso aqueles que consideram o maior estrategista do mundo, o Batman, vá, após uma longa discussão Barry finalmente o convence a ir dizendo que é o que Bruce faria. Ao chegarem numa instalação militar onde o kriptoniano é mantido, Cyborg consegue tira-lo de lá, mas ao entrar em contato com eles pela primeira vez, o kriptoniano foge desnorteado e confuso com seus novos poderes.
O Presidente dos Estados Unidos então ordena que o piloto Hal Jordan (que nunca se tornou um Lanterna Verde já que nunca recebeu seu anel) bombardeie o Reino Unido com uma bomba atômica para acabar de vez com a guerra. Porém as armas da nave falham e Hal é forçado à destruir a bomba numa manobra suicida. A bomba só é capaz de quebrar os escudos das amazonas e Hal morre na explosão.
Flash, Cyborg e Batman chegam na casa de Billy Batson, que compartilha o poder do SHAZAM com seus irmãos adotivos, após a notícia da morte de Hal Jordan e a fracassada tentativa de bombardear o Reino Unido, Cyborg encoraja Billy a ir com seus irmãos com eles para o Reino Unido, onde eles precisariam do Shazam para derrotar Diana e Orin.
Ao chegarem no Reino Unido, Rainha Diana e Rei Orin se enfrentam num combate feroz. Vendo uma Londres completamente devastada pela guerra, Billy e seus irmãos se tornam Shazam e partem para cima de Diana. No meio da batalha, o kriptoniano reaparece e ataca todos que vê pela frente. Diana consegue quebrar o encantamento do Shazam e mata as crianças separadamente. Durante a batalha, Flash se encontra com Eobard "Zoom" Thawne, o Flash Reverso, seu velho nêmesis no qual ele acreditava ter alterado a linha do tempo.
Lá se descobre que o culpado não era Zoom, mas o próprio Barry que, no aniversário da morte de sua mãe, voltou no tempo desesperado e o impediu de matá-la, assim alterando o passado e gerando os eventos que criaram aquela linha do tempo alternativa e tornando Zoom num paradoxo vivo, após quase ser morto pelo professor. Um terremoto acontece, vários heróis e vilões começam a morrer, deixando claro que era o fim de jogo para eles.
Barry é salvo pelo Batman que pede para consertar tudo. Em seus últimos suspiros, ele entrega uma carta para que Barry dê a Bruce. Barry foge do local e vai até sua mãe, eles conversam e Barry diz que deve haver uma forma de salvar o mundo sem que ela morresse e ela o convence a desistir disso, assim, ele volta no tempo para se impedir de salvar sua mãe enquanto chora. Ele continua correndo e a voz de Pandora surge dizendo que ele deveria continuar correndo e combinar três linhas temporais diferentes em uma única. Criando assim o universo de Os Novos 52 (Terra-0).
A série se conclui com Barry de volta a sua linha temporal original entregando a carta de Thomas para Bruce. Barry explica para Bruce de que muito se alterou quando a linha do tempo foi restaurada e que além de suas memórias como o Flash retornarem, ele também manteve todas as suas lembranças da linha do tempo Flashpoint. Bruce chora ao ler a carta de seu pai (o conteúdo da carta é um mistério até hoje), e Bruce termina dizendo "obrigado" para Barry.

## Consequências
A consequência direta de Flashpoint foi o relançamento da linha de super-heróis da DC Comics, que era aguardado desde a saga Crise Final. O novo Universo DC tem inserido em si o universo Vertigo e o universo Wildstorm, gerando encontros entre seus personagens e séries como Vodoo (protagonizada pela heroína de mesmo nome que originalmente integrava os WildC.A.T.s) e Liga da Justiça Sombria. Esse novo universo ainda é a Terra 0, mas agora se chama de Terra Prime (não confundir com a Terra Primordial do Superboy Primordial).
Nesse novo universo, os heróis e vilões do Universo DC têm um visual mais moderno, e a maioria é mais jovem do que suas versões antigas.

## Publicação no Brasil
A tabela abaixo enumera os títulos originais e sua primeira publicação no Brasil, tanto da minissérie principal, como dos títulos relacionados (tie-ins). A editora Panini Comics publicou as revistas no Brasil. A editora Eaglemoss republicou a minissérie no 60° volume da Coleção DC Comics Graphic Novels.
| EVENTO PRINCIPAL - PONTO DE IGNIÇÃO   | EVENTO PRINCIPAL - PONTO DE IGNIÇÃO | EVENTO PRINCIPAL - PONTO DE IGNIÇÃO                          |
| Título                                | Lançamento no Brasil                | Mix de Histórias                                             |
| ------------------------------------- | ----------------------------------- | ------------------------------------------------------------ |
| Ponto de Ignição 1                    | JAN 2012                            | The Flash (2010-) #9                                         |
| Ponto de Ignição 1                    | JAN 2012                            | The Flash (2010-) #10                                        |
| Ponto de Ignição 1                    | JAN 2012                            | The Flash (2010-) #11                                        |
| Ponto de Ignição 2                    | FEV 2012                            | The Flash (2010-) #12                                        |
| Ponto de Ignição 2                    | FEV 2012                            | Flashpoint #1                                                |
| Ponto de Ignição 3                    | MAR 2012                            | Flashpoint #2                                                |
| Ponto de Ignição 3                    | MAR 2012                            | Flashpoint: Kid Flash Lost #1                                |
| Ponto de Ignição 3                    | MAR 2012                            | Flashpoint: Reverse Flash #1                                 |
| Ponto de Ignição 4                    | ABR 2012                            | Flashpoint #3                                                |
| Ponto de Ignição 4                    | ABR 2012                            | Flashpoint: Kid Flash Lost #2                                |
| Ponto de Ignição 4                    | ABR 2012                            | Flashpoint: Kid Flash Lost #3                                |
| Ponto de Ignição 5                    | MAI 2012                            | Flashpoint #4                                                |
| Ponto de Ignição 5                    | MAI 2012                            | Flashpoint #5                                                |
| PONTO DE IGNIÇÃO: ESPECIAIS           |                                     |                                                              |
| Ponto de Ignição Especial 1           | MAR 2012                            | Flashpoint: The World of Flashpoint #1                       |
| Ponto de Ignição Especial 1           | MAR 2012                            | Flashpoint: Abin Sur - The Green Lantern #1                  |
| Ponto de Ignição Especial 1           | MAR 2012                            | Flashpoint: Abin Sur - The Green Lantern #2                  |
| Ponto de Ignição Especial 1           | MAR 2012                            | Flashpoint: Abin Sur - The Green Lantern #3                  |
| Ponto de Ignição Especial 1           | MAR 2012                            | Flashpoint: Hal Jordan #1                                    |
| Ponto de Ignição Especial 1           | MAR 2012                            | Flashpoint: Hal Jordan #2                                    |
| Ponto de Ignição Especial 1           | MAR 2012                            | Flashpoint: Hal Jordan #3                                    |
| Ponto de Ignição Especial 2           | ABR 2012                            | Flashpoint: The World of Flashpoint #2                       |
| Ponto de Ignição Especial 2           | ABR 2012                            | Flashpoint: Lois Lane And The Resistance #1                  |
| Ponto de Ignição Especial 2           | ABR 2012                            | Flashpoint: Lois Lane And The Resistance #2                  |
| Ponto de Ignição Especial 2           | ABR 2012                            | Flashpoint: Lois Lane And The Resistance #3                  |
| Ponto de Ignição Especial 2           | ABR 2012                            | Flashpoint: Project Superman #1                              |
| Ponto de Ignição Especial 2           | ABR 2012                            | Flashpoint: Project Superman #2                              |
| Ponto de Ignição Especial 2           | ABR 2012                            | Flashpoint: Project Superman #3                              |
| Ponto de Ignição Especial 3           | MAI 2012                            | Flashpoint: The World of Flashpoint #3                       |
| Ponto de Ignição Especial 3           | MAI 2012                            | Flashpoint: Deadman and the Flying Graysons #1               |
| Ponto de Ignição Especial 3           | MAI 2012                            | Flashpoint: Deadman and the Flying Graysons #2               |
| Ponto de Ignição Especial 3           | MAI 2012                            | Flashpoint: Deadman and the Flying Graysons #3               |
| Ponto de Ignição Especial 3           | MAI 2012                            | Flashpoint: Batman - Knight of Vengeance #1                  |
| Ponto de Ignição Especial 3           | MAI 2012                            | Flashpoint: Batman - Knight of Vengeance #2                  |
| Ponto de Ignição Especial 3           | MAI 2012                            | Flashpoint: Batman - Knight of Vengeance #3                  |
| EM OUTRAS REVISTAS                    |                                     |                                                              |
| Mestres do Tempo - A Busca Por Batman | OUT 2011                            | Time Masters: Vanishing Point #6                             |
| Liga da Justiça nº 111 (1ª Série)     | FEV 2012                            | Booster Gold (2007-) #44                                     |
| Universo DC nº 20 (2ª Série)          | FEV 2012                            | Flashpoint: Grodd of War #1                                  |
| Universo DC nº 20 (2ª Série)          | FEV 2012                            | Flashpoint: Emperor Aquaman #1                               |
| Liga da Justiça nº 112 (1ª Série)     | MAR 2012                            | Flashpoint: Deathstroke and the Curse of the Ravager #1      |
| Liga da Justiça nº 112 (1ª Série)     | MAR 2012                            | Flashpoint: Green Arrow Industries #1                        |
| Liga da Justiça nº 112 (1ª Série)     | MAR 2012                            | Booster Gold (2007-) #45                                     |
| Universo DC nº 21 (2ª Série)          | MAR 2012                            | Flashpoint: Frankenstein and the Creatures of the Unknown #1 |
| Universo DC nº 21 (2ª Série)          | MAR 2012                            | Flashpoint: Emperor Aquaman #2                               |
| Liga da Justiça n° 113(1ª Série)      | ABR 2012                            | Flashpoint: Citizen Cold #1                                  |
| Liga da Justiça n° 113(1ª Série)      | ABR 2012                            | Flashpoint: Citizen Cold #2                                  |
| Liga da Justiça n° 113(1ª Série)      | ABR 2012                            | Flashpoint: Deathstroke and the Curse of the Ravager #2      |
| Liga da Justiça n° 113(1ª Série)      | ABR 2012                            | Booster Gold (2007-) #46                                     |
| Universo DC nº 22 (2ª Série)          | ABR 2012                            | Flashpoint: The Canterbury Cricket #1                        |
| Universo DC nº 22 (2ª Série)          | ABR 2012                            | Flashpoint: Frankenstein and the Creatures of the Unknown #2 |
| Universo DC nº 22 (2ª Série)          | ABR 2012                            | Flashpoint: Emperor Aquaman #3                               |
| Liga da Justiça (1ª Série) 114        | MAI 2012                            | Booster Gold (2007-) #47                                     |
| Liga da Justiça (1ª Série) 114        | MAI 2012                            | Flashpoint: Citizen Cold #3                                  |
| Liga da Justiça (1ª Série) 114        | MAI 2012                            | Flashpoint: Wonder Woman and the Furies #1                   |
| Liga da Justiça (1ª Série) 114        | MAI 2012                            | Flashpoint: Wonder Woman and the Furies #2                   |
| Liga da Justiça (1ª Série) 114        | MAI 2012                            | Flashpoint: Wonder Woman and the Furies #3                   |
| Liga da Justiça (1ª Série) 114        | MAI 2012                            | Flashpoint: Deathstroke and the Curse of the Ravager #3      |
| Universo DC nº 23 (2ª Série)          | MAI 2012                            | Flashpoint: Frankenstein and the Creatures of the Unknown #3 |

## Em outras mídias
- A saga de Ponto de Ignição foi adaptada em Liga da Justiça: Ponto de Ignição, animação lançada em 2013 que conta exatamente a mesma história, mas com algumas alterações.[9]
- Na série The Flash, parte da saga é adaptada na série. No episódio final da primeira temporada, Eobard Thawne propõe a Barry para que ele volte no tempo e impeça o Eobard do passado de assassinar Nora. Barry o faz e testemunha a luta entre o Eobard do passado e o Barry de 2024. Quando sua versão futura o vê, ele levanta a mão, sinalizando a Barry para que não faça nada. Barry então fica parado, enquanto sua versão futura salva sua versão criança e permite que o Eobard do passado mate Nora. Mas no episódio final da segunda temporada, Barry volta novamente e salva sua mãe, vendo o Barry da temporada 1 ser apagado da cena e derrotando o Flash Reverso.
- Em 2017, a Warner anunciou que o filme solo do Flash, do Universo Estendido DC, se chamará Flashpoint, e será uma adaptação da mesma.[10][11]